# Mészáros Krisztofer
Mészáros Krisztofer (Győr, 2001. szeptember 5. –) Európa-bajnoki ezüstérmes magyar tornász.

## Sportpályafutása
A 2016-os junior Európa-bajnokságon nyolcadik helyen végzett a csapatversenyben, a magyar válogatott tagjaként. A Győrben rendezett 2017. évi nyári európai ifjúsági olimpiai fesztiválon talajon 8., egyéni összetettben a 24. helyen végzett. Az Olimpiai Reménységek Kupáján három ezüstérmet szerzett (talaj, nyújtó, gyürü). A 2018-as junior Európa-bajnokságon egyéni összetettben 14., lólengésben hetedik helyen végzett.
2019-ben indult először felnőtt Európa-, és világbajnokságon, de egyéni döntőbe egyik versenyen sem jutott. A 2020-as mersini Európa-bajnokságán a magyar csapat (Bátori Szabolcs, Kiss Balázs, Tomcsányi Benedek, Vecsernyés Dávid) tagjaként bronzérmet szerzett. Egyéniben talajon és lólengésben is 6. helyen végzett. Egy évvel később egyéni összetettben döntőbe jutott a világbajnokságon.
A 2022-es müncheni Európa-bajnokságon talajon ezüstérmet szerzett, a magyar tornasport legjobb Európa-bajnioki eredményét elérve ezen a szeren (korábban after Gál Róbert és Guczoghy György is bronzérmet szerzett talajon a kontinenstornákon). A szombathelyi Világkupán nyújtón aranyérmet szerzett. A Liverpoolban rendezett világbajnokságon egyéni össztetettben 14. helyen végzett.
A 2023-as antalyai Európa-bajnokságon nyújtón 5. helyen végzett. A szombathelyi Világkupán talajon aranyérmet szerzett. Az év végén rendezett antwerpeni világbajnokságon egyéni összetettben 11. helyen végzett.
A 2024-es Európa-bajnokságon talajon bronzérmet szerzett. A párizsi olimpián 14. helyezettként jutott az egyéni összetett döntőjébe, 28 év után első magyar férfi tornászként az ötkarikás játékokon. A döntőben 9. helyen végzett, beállítva Csollány Szilveszter 1992-es barceloniai összetett rekorderedményét.

## Díjai, elismerései
- Az év magyar tornásza: 2021,[21] 2022,[22] 2023,[23] 2024[24]